# Hockey Pro League 2022/23 (vrouwen)
De Hockey Pro League 2022/22 voor vrouwen was de vierde editie van de Hockey Pro League, een internationaal hockeytoernooi voor landenteams dat werd georganiseerd door de Internationale Hockeyfederatie (FIH). Het toernooi ging in november 2022 van start en liep tot begin juli 2023. Nederland werd winnaar van het toernooi en behaalde daarmee de derde Pro League-titel. Het zilver ging naar Argentinië en het brons naar Australië. 

## Opzet
De FIH besloot voor deze editie een aangepaste opzet te hanteren waarbij minder reisbewegingen nodig waren. Er werden geen uit- en thuiswedstrijden meer gespeeld, maar een reeks "minitoernooien" waarbij drie landenteams op een plaats samenkwamen en elk team twee keer uitkwam tegen de andere teams.
Per wedstrijd leverde een overwinning drie punten op. Bij een gelijke stand aan het eind van de reguliere speeltijd kregen beide teams een punt en werd door middel van een shoot-out bepaald welk team een extra punt behaalde. Het team dat in het eindklassement bovenaan eindigt wordt winnaar van de Hockey Pro League. Het team dat in het eindklassement op de laatste plaats eindigt, degradeert naar de Hockey Nations Cup.

## Deelnemende landen
- Argentinië
- Australië
- België
- China
- Duitsland
- Groot-Brittannië
- Nederland
- Nieuw-Zeeland
- Verenigde Staten

## Uitslagen
| Pos | Team                 | Wed | W  | WNS | VNS | V  | GV | GT | GS  | Ptn |
| --- | -------------------- | --- | -- | --- | --- | -- | -- | -- | --- | --- |
| 1   | Nederland (C)        | 16  | 15 | 0   | 1   | 0  | 62 | 15 | +47 | 46  |
| 2   | Argentinië           | 16  | 10 | 0   | 2   | 4  | 30 | 17 | +13 | 32  |
| 3   | Australië            | 16  | 7  | 4   | 2   | 3  | 28 | 23 | +5  | 31  |
| 4   | België               | 16  | 8  | 2   | 2   | 4  | 35 | 20 | +15 | 30  |
| 5   | Duitsland            | 16  | 7  | 3   | 2   | 4  | 38 | 29 | +9  | 29  |
| 6   | Groot-Brittannië     | 16  | 7  | 0   | 0   | 9  | 25 | 34 | −9  | 21  |
| 7   | China                | 16  | 2  | 1   | 2   | 11 | 23 | 37 | −14 | 10  |
| 8   | Nieuw-Zeeland        | 16  | 2  | 1   | 2   | 11 | 17 | 48 | −31 | 10  |
| 9   | Verenigde Staten (R) | 16  | 1  | 2   | 0   | 13 | 13 | 48 | −35 | 7   |

Alle tijden zijn lokaal.
| 4 november 2022 19.10                                     |         |                                              | |
| België                                                    | 3–3     | Duitsland                                    | Estadio Mendocino de Hockey, Mendoza Scheidsrechters: Catalina Montesino (CHI) Rachel Williams (ENG) |
| Puvrez 1' Raye 41' Englebert 48'                          | verslag | Lorenz 3' Heinz 22' Micheel 23'              | Estadio Mendocino de Hockey, Mendoza Scheidsrechters: Catalina Montesino (CHI) Rachel Williams (ENG) |
| Shoot-out                                                 |         |                                              | Estadio Mendocino de Hockey, Mendoza Scheidsrechters: Catalina Montesino (CHI) Rachel Williams (ENG) |
| Versavel Englebert Ballenghien Struijk Duquesne Englebert | 4–3     | Strauss Heinz Zimmermann Lorenz Oruz Strauss | Estadio Mendocino de Hockey, Mendoza Scheidsrechters: Catalina Montesino (CHI) Rachel Williams (ENG) |

| 5 november 2022 19.10                           |         |                           |                                                                                                  |
| Argentinië                                      | 4–2     | Duitsland                 | Estadio Mendocino de Hockey, Mendoza Scheidsrechters: Catalina Montesino (CHI) Tyler Klenk (CAN) |
| Granatto 1', 33' Toccalino 41' Trinchinetti 55' | verslag | Lorenz 4' Stapenhorst 35' | Estadio Mendocino de Hockey, Mendoza Scheidsrechters: Catalina Montesino (CHI) Tyler Klenk (CAN) |

| 6 november 2022 19.10 |         |        |                                                                                               |
| Argentinië            | 1–0     | België | Estadio Mendocino de Hockey, Mendoza Scheidsrechters: Rachel Williams (ENG) Tyler Klenk (CAN) |
| Costa Biondi 28'      | verslag |        | Estadio Mendocino de Hockey, Mendoza Scheidsrechters: Rachel Williams (ENG) Tyler Klenk (CAN) |

| 7 november 2022 19.10               |         |                                              | |
| Duitsland                           | 2–2     | België                                       | Estadio Mendocino de Hockey, Mendoza Scheidsrechters: Catalina Montesino (CHI) Federico García (URU) |
| Saenger 14' Strauss 33'             | verslag | Versavel 10' Ballenghien 59'                 | Estadio Mendocino de Hockey, Mendoza Scheidsrechters: Catalina Montesino (CHI) Federico García (URU) |
| Shoot-out                           |         |                                              | Estadio Mendocino de Hockey, Mendoza Scheidsrechters: Catalina Montesino (CHI) Federico García (URU) |
| Stoffelsma Lorenz Strauss Weidemann | 3–2     | Nelen Ballenghien Versavel Englebert Struijk | Estadio Mendocino de Hockey, Mendoza Scheidsrechters: Catalina Montesino (CHI) Federico García (URU) |

| 8 november 2022 19.10   |         |                               |                                                                                               |
| Argentinië              | 2–2     | Duitsland                     | Estadio Mendocino de Hockey, Mendoza Scheidsrechters: Federico García (URU) Tyler Klenk (CAN) |
| Jankunas 47', 53'       | verslag | Stapenhorst 9' Maertens 55'   | Estadio Mendocino de Hockey, Mendoza Scheidsrechters: Federico García (URU) Tyler Klenk (CAN) |
| Shoot-out               |         |                               | Estadio Mendocino de Hockey, Mendoza Scheidsrechters: Federico García (URU) Tyler Klenk (CAN) |
| Fernández Andrade Thome | 0–3     | Oruz Lorenz Strauss Weidemann | Estadio Mendocino de Hockey, Mendoza Scheidsrechters: Federico García (URU) Tyler Klenk (CAN) |

| 9 november 2022 19.10                               |         |                                               |                                                                                                   |
| Argentinië                                          | 2–2     | België                                        | Estadio Mendocino de Hockey, Mendoza Scheidsrechters: Federico García (URU) Rachel Williams (ENG) |
| Costa 30' Jankunas 45'                              | verslag | Struijk 33' Ballenghien 48'                   | Estadio Mendocino de Hockey, Mendoza Scheidsrechters: Federico García (URU) Rachel Williams (ENG) |
| Shoot-out                                           |         |                                               | Estadio Mendocino de Hockey, Mendoza Scheidsrechters: Federico García (URU) Rachel Williams (ENG) |
| Von der Heyde Sánchez Granatto Jankunas Albertarrio | 1–2     | Versavel Ballenghien Englebert Strauss Breyne | Estadio Mendocino de Hockey, Mendoza Scheidsrechters: Federico García (URU) Rachel Williams (ENG) |

| 13 december 2022 19.10 |         |                    | |
| Groot-Brittannië       | 1–2     | Nederland          | Polideportivo Provincial, Santiago del Estero Scheidsrechters: Laurine Delforge (BEL) Maggie Giddens (USA) |
| Petter 12'             | verslag | Moes 8' Jansen 18' | Polideportivo Provincial, Santiago del Estero Scheidsrechters: Laurine Delforge (BEL) Maggie Giddens (USA) |

| 14 december 2022 19.10 |         |                             | |
| Argentinië             | 1–3     | Nederland                   | Polideportivo Provincial, Santiago del Estero Scheidsrechters: Laurine Delforge (BEL) Ayanna McClean (TTO) |
| Gorzelany 29'          | verslag | Dicke 5' Burg 9' Jansen 20' | Polideportivo Provincial, Santiago del Estero Scheidsrechters: Laurine Delforge (BEL) Ayanna McClean (TTO) |

| 15 december 2022 19.10                |         |                  | |
| Argentinië                            | 3–0     | Groot-Brittannië | Polideportivo Provincial, Santiago del Estero Scheidsrechters: Federico García (URU) Ayanna McClean (TTO) |
| Gorzelany 31' Granatto 33' Campoy 39' | verslag |                  | Polideportivo Provincial, Santiago del Estero Scheidsrechters: Federico García (URU) Ayanna McClean (TTO) |

| 16 december 2022 19.10                                        |         |                  | |
| Nederland                                                     | 6–0     | Groot-Brittannië | Polideportivo Provincial, Santiago del Estero Scheidsrechters: Ayanna McClean (TTO) Maggie Giddens (USA) |
| Veen 11', 52' Albers 17' Sanders 25' Barentsen 46' Welten 54' | verslag |                  | Polideportivo Provincial, Santiago del Estero Scheidsrechters: Ayanna McClean (TTO) Maggie Giddens (USA) |

| 17 december 2022 19.10 |         |                     | |
| Argentinië             | 0–2     | Nederland           | Polideportivo Provincial, Santiago del Estero Scheidsrechters: Maggie Giddens (USA) Laurine Delforge (BEL) |
|                        | verslag | Moes 31' Jansen 58' | Polideportivo Provincial, Santiago del Estero Scheidsrechters: Maggie Giddens (USA) Laurine Delforge (BEL) |

| 18 december 2022 19.10 |         |                  | |
| Argentinië             | 1–0     | Groot-Brittannië | Polideportivo Provincial, Santiago del Estero Scheidsrechters: Sean Rapaport (RSA) Maggie Giddens (USA) |
| Jankunas 2'            | verslag |                  | Polideportivo Provincial, Santiago del Estero Scheidsrechters: Sean Rapaport (RSA) Maggie Giddens (USA) |

| 10 februari 2023 18.40           |         |                   | |
| Australië                        | 1–1     | China             | Newcastle International Hockey Centre, Newcastle Scheidsrechters: Kelly Hudson (NZL) Junko Wagatsuma (JPN) |
| Malone 29'                       | verslag | Zhang Xin. 23'    | Newcastle International Hockey Centre, Newcastle Scheidsrechters: Kelly Hudson (NZL) Junko Wagatsuma (JPN) |
| Shoot-out                        |         |                   | Newcastle International Hockey Centre, Newcastle Scheidsrechters: Kelly Hudson (NZL) Junko Wagatsuma (JPN) |
| Colwill Williams Greiner Stewart | 3–1     | Ma He Chen Y. Zou | Newcastle International Hockey Centre, Newcastle Scheidsrechters: Kelly Hudson (NZL) Junko Wagatsuma (JPN) |

| 11 februari 2023 16.40 |         |                          | |
| China                  | 1–2     | Duitsland                | Newcastle International Hockey Centre, Newcastle Scheidsrechters: Aleisha Neumann (AUS) Kristy Robertson (AUS) |
| Dan 31'                | verslag | Lorenz 11' Fleschütz 25' | Newcastle International Hockey Centre, Newcastle Scheidsrechters: Aleisha Neumann (AUS) Kristy Robertson (AUS) |

| 12 februari 2023 16.40      |         |           | |
| Australië                   | 3–0     | Duitsland | Newcastle International Hockey Centre, Newcastle Scheidsrechters: Junko Wagatsuma (JPN) Kelly Hudson (NZL) |
| Malone 24', 24' Stewart 58' | verslag |           | Newcastle International Hockey Centre, Newcastle Scheidsrechters: Junko Wagatsuma (JPN) Kelly Hudson (NZL) |

| 13 februari 2023 18.40             |         |                        | |
| Australië                          | 2–2     | China                  | Newcastle International Hockey Centre, Newcastle Scheidsrechters: Kelly Hudson (NZL) Kristy Robertson (AUS) |
| Claxton 52' Peris 57'              | verslag | Zhong 37' Gu 48'       | Newcastle International Hockey Centre, Newcastle Scheidsrechters: Kelly Hudson (NZL) Kristy Robertson (AUS) |
| Shoot-out                          |         |                        | Newcastle International Hockey Centre, Newcastle Scheidsrechters: Kelly Hudson (NZL) Kristy Robertson (AUS) |
| Schonell Malone Peris Nobbs Lawton | 4–3     | Liang Zhong Li Zou Liu | Newcastle International Hockey Centre, Newcastle Scheidsrechters: Kelly Hudson (NZL) Kristy Robertson (AUS) |

| 14 februari 2023 18.40              |         |       | |
| Duitsland                           | 3–0     | China | Newcastle International Hockey Centre, Newcastle Scheidsrechters: Kristy Robertson (AUS) Aleisha Neumann (AUS) |
| Horn 49' Stapenhorst 53' Lorenz 54' | verslag |       | Newcastle International Hockey Centre, Newcastle Scheidsrechters: Kristy Robertson (AUS) Aleisha Neumann (AUS) |

| 15 februari 2023 18.40               |         |                                        | |
| Australië                            | 3–3     | Duitsland                              | Newcastle International Hockey Centre, Newcastle Scheidsrechters: Junko Wagatsuma (JPN) Aleisha Neumann (AUS) |
| Fitzpatrick 1' Peris 22' Kershaw 54' | verslag | Pieper 8' Fleschütz 46' Strauss 57'    | Newcastle International Hockey Centre, Newcastle Scheidsrechters: Junko Wagatsuma (JPN) Aleisha Neumann (AUS) |
| Shoot-out                            |         |                                        | Newcastle International Hockey Centre, Newcastle Scheidsrechters: Junko Wagatsuma (JPN) Aleisha Neumann (AUS) |
| Schonell Kershaw Malone Nobbs Peris  | 1–2     | Weidemann Lorenz Strauss Schröder Huse | Newcastle International Hockey Centre, Newcastle Scheidsrechters: Junko Wagatsuma (JPN) Aleisha Neumann (AUS) |

| 18 februari 2023 15.10 |         |                            |                                                                                             |
| Nieuw-Zeeland          | 1–1     | Verenigde Staten           | National Hockey Stadium, Wellington Scheidsrechters: Junko Wagatsuma (JPN) Cookie Tan (SGP) |
| Dickins 60'            | verslag | Caarls 21'                 | National Hockey Stadium, Wellington Scheidsrechters: Junko Wagatsuma (JPN) Cookie Tan (SGP) |
| Shoot-out              |         |                            | National Hockey Stadium, Wellington Scheidsrechters: Junko Wagatsuma (JPN) Cookie Tan (SGP) |
| Doar Ralph Tynan Hull  | 0–2     | Lepage Crouse Sessa Yeager | National Hockey Stadium, Wellington Scheidsrechters: Junko Wagatsuma (JPN) Cookie Tan (SGP) |

| 19 februari 2023 15.10       |         |                                 |                                                                                          |
| Nieuw-Zeeland                | 1–1     | China                           | National Hockey Stadium, Wellington Scheidsrechters: Amber Church (NZL) Cookie Tan (SGP) |
| Shannon 33'                  | verslag | Xu Y. 33'                       | National Hockey Stadium, Wellington Scheidsrechters: Amber Church (NZL) Cookie Tan (SGP) |
| Shoot-out                    |         |                                 | National Hockey Stadium, Wellington Scheidsrechters: Amber Church (NZL) Cookie Tan (SGP) |
| Doar Ralph Merry Hull Jaques | 1–2     | Chen Y. Zhong Zou Zhang Xia. He | National Hockey Stadium, Wellington Scheidsrechters: Amber Church (NZL) Cookie Tan (SGP) |

| 20 februari 2023 16.10        |         |                  |                                                                                               |
| China                         | 4–1     | Verenigde Staten | National Hockey Stadium, Wellington Scheidsrechters: Amber Church (NZL) Junko Wagatsuma (JPN) |
| Gu Y. 11' Gu B. 33', 57', 59' | verslag | Magadan 53'      | National Hockey Stadium, Wellington Scheidsrechters: Amber Church (NZL) Junko Wagatsuma (JPN) |

| 24 februari 2023 16.10 |         |       |                                                                                             |
| Verenigde Staten       | 2–0     | China | National Hockey Stadium, Wellington Scheidsrechters: Rachel Williams (ENG) Cookie Tan (SGP) |
| Caarls 28' Golini 33'  | verslag |       | National Hockey Stadium, Wellington Scheidsrechters: Rachel Williams (ENG) Cookie Tan (SGP) |

| 25 februari 2023 15.10                 |         |                  |                                                                                                  |
| Nieuw-Zeeland                          | 4–1     | Verenigde Staten | National Hockey Stadium, Wellington Scheidsrechters: Rachel Williams (ENG) Junko Wagatsuma (JPN) |
| Hull 5', 57' Shannon 33' H. Cotter 55' | verslag | Crouse 20'       | National Hockey Stadium, Wellington Scheidsrechters: Rachel Williams (ENG) Junko Wagatsuma (JPN) |

| 26 februari 2023 15.10  |         |                                                 |                                                                                             |
| Nieuw-Zeeland           | 2–5     | China                                           | National Hockey Stadium, Wellington Scheidsrechters: David Tomlinson (NZL) Cookie Tan (SGP) |
| Merry 21' H. Cotter 43' | verslag | Gu B. 9' Zhang Xia. 23' Chen 27', 53' Liang 55' | National Hockey Stadium, Wellington Scheidsrechters: David Tomlinson (NZL) Cookie Tan (SGP) |

| 28 februari 2023 17.10       |         |            |                                                                                         |
| Australië                    | 2–0     | Argentinië | Tasmanian Hockey Centre, Hobart Scheidsrechters: Rachel Williams (ENG) Cookie Tan (SGP) |
| Cullum-Sanders 2' Taylor 18' | verslag |            | Tasmanian Hockey Centre, Hobart Scheidsrechters: Rachel Williams (ENG) Cookie Tan (SGP) |

| 1 maart 2023 17.10                    |         |                                     |                                                                                         |
| Australië                             | 0–0     | Verenigde Staten                    | Tasmanian Hockey Centre, Hobart Scheidsrechters: Rachel Williams (ENG) Cookie Tan (SGP) |
|                                       | verslag |                                     | Tasmanian Hockey Centre, Hobart Scheidsrechters: Rachel Williams (ENG) Cookie Tan (SGP) |
| Shoot-out                             |         |                                     | Tasmanian Hockey Centre, Hobart Scheidsrechters: Rachel Williams (ENG) Cookie Tan (SGP) |
| Cullum-Sanders A. Wilson Tonkin Young | 1–3     | Lepage Golini Crouse Sessa De Vries | Tasmanian Hockey Centre, Hobart Scheidsrechters: Rachel Williams (ENG) Cookie Tan (SGP) |

| 2 maart 2023 17.10                   |         |                  |                                                                                         |
| Argentinië                           | 3–0     | Verenigde Staten | Tasmanian Hockey Centre, Hobart Scheidsrechters: Rachel Williams (ENG) Cookie Tan (SGP) |
| Gorzelany 10' Cairó 23' Granatto 45' | verslag |                  | Tasmanian Hockey Centre, Hobart Scheidsrechters: Rachel Williams (ENG) Cookie Tan (SGP) |

| 3 maart 2023 19.10 |         |                   |                                                                                      |
| Australië          | 0–1     | Argentinië        | Tasmanian Hockey Centre, Hobart Scheidsrechters: Cookie Tan (SGP) Raghu Prasad (IND) |
|                    | verslag | Von der Heyde 48' | Tasmanian Hockey Centre, Hobart Scheidsrechters: Cookie Tan (SGP) Raghu Prasad (IND) |

| 4 maart 2023 19.10    |         |                  |                                                                                           |
| Australië             | 2–1     | Verenigde Staten | Tasmanian Hockey Centre, Hobart Scheidsrechters: Rachel Williams (ENG) Javed Shaikh (IND) |
| Colwill 4' Lawton 58' | verslag | Hoffman 22'      | Tasmanian Hockey Centre, Hobart Scheidsrechters: Rachel Williams (ENG) Javed Shaikh (IND) |

| 5 maart 2023 19.10 |         |                                       |                                                                                         |
| Verenigde Staten   | 0–3     | Argentinië                            | Tasmanian Hockey Centre, Hobart Scheidsrechters: Rachel Williams (ENG) Cookie Tan (SGP) |
|                    | verslag | Granatto 18', 56' Thome Gustavino 40' | Tasmanian Hockey Centre, Hobart Scheidsrechters: Rachel Williams (ENG) Cookie Tan (SGP) |

| 22 april 2023 14.10 |         |                  |                                                                                            |
| Australië           | 0–1     | Groot-Brittannië | Ngā Puna Wai Sports Hub, Christchurch Scheidsrechters: Emi Yamada (JPN) Amber Church (NZL) |
|                     | verslag | Ansley 13'       | Ngā Puna Wai Sports Hub, Christchurch Scheidsrechters: Emi Yamada (JPN) Amber Church (NZL) |

| 23 april 2023 16.40 |         |                  |                                                                                               |
| Nieuw-Zeeland       | 0–2     | Groot-Brittannië | Ngā Puna Wai Sports Hub, Christchurch Scheidsrechters: Aleisha Neumann (AUS) Emi Yamada (JPN) |
|                     | verslag | Ansley 13'       | Ngā Puna Wai Sports Hub, Christchurch Scheidsrechters: Aleisha Neumann (AUS) Emi Yamada (JPN) |

| 25 april 2023 14.10 |         |                          |                                                                                               |
| Nieuw-Zeeland       | 1–2     | Australië                | Ngā Puna Wai Sports Hub, Christchurch Scheidsrechters: Aleisha Neumann (AUS) Emi Yamada (JPN) |
| Shannon 6'          | verslag | Brooks 49' A. Wilson 58' | Ngā Puna Wai Sports Hub, Christchurch Scheidsrechters: Aleisha Neumann (AUS) Emi Yamada (JPN) |

| 28 april 2023 17.10 |         |                             |                                                                                            |
| Groot-Brittannië    | 1–3     | Australië                   | Ngā Puna Wai Sports Hub, Christchurch Scheidsrechters: Emi Yamada (JPN) Amber Church (NZL) |
| Howard 10'          | verslag | Greiner 30', 55' Taylor 36' | Ngā Puna Wai Sports Hub, Christchurch Scheidsrechters: Emi Yamada (JPN) Amber Church (NZL) |

| 29 april 2023 14.10 |         |                                                                  |                                                                                               |
| Nieuw-Zeeland       | 1–6     | Groot-Brittannië                                                 | Ngā Puna Wai Sports Hub, Christchurch Scheidsrechters: Aleisha Neumann (AUS) Emi Yamada (JPN) |
| K. Cotter 28'       | verslag | Petter 2' Bourne 4' Balsdon 20' Howard 51' Martin 55' Ansley 60' | Ngā Puna Wai Sports Hub, Christchurch Scheidsrechters: Aleisha Neumann (AUS) Emi Yamada (JPN) |

| 30 april 2023 16.40 |         |                   |                                                                                                 |
| Nieuw-Zeeland       | 1–2     | Australië         | Ngā Puna Wai Sports Hub, Christchurch Scheidsrechters: Amber Church (NZL) Aleisha Neumann (AUS) |
| Merry 14'           | verslag | Schonell 45', 50' | Ngā Puna Wai Sports Hub, Christchurch Scheidsrechters: Amber Church (NZL) Aleisha Neumann (AUS) |

| 26 mei 2023 17.10 |         |       |                                                                                            |
| Groot-Brittannië  | 1–0     | China | Lee Valley Hockey Stadium, Londen Scheidsrechters: Ayanna McClean (TTO) Wanri Venter (RSA) |
| Martin 39'        | verslag |       | Lee Valley Hockey Stadium, Londen Scheidsrechters: Ayanna McClean (TTO) Wanri Venter (RSA) |

| 27 mei 2023 15.10                    |         |           |                                                                                           |
| België                               | 3–1     | China     | Lee Valley Hockey Stadium, Londen Scheidsrechters: Lim Hong-Zhen (SGP) Wanri Venter (RSA) |
| Blockmans 11' White 19' Versavel 48' | verslag | Gu B. 42' | Lee Valley Hockey Stadium, Londen Scheidsrechters: Lim Hong-Zhen (SGP) Wanri Venter (RSA) |

| 28 mei 2023 15.10     |         |                                    |                                                                                           |
| Groot-Brittannië      | 2–3     | België                             | Lee Valley Hockey Stadium, Londen Scheidsrechters: Ahmed Elsayed (EGY) Wanri Venter (RSA) |
| Balsdon 8' Ansley 48' | verslag | Englebert 23' White 25' Bonami 34' | Lee Valley Hockey Stadium, Londen Scheidsrechters: Ahmed Elsayed (EGY) Wanri Venter (RSA) |

| 2 juni 2023 17.10                      |         |                                  |                                                                                              |
| Groot-Brittannië                       | 4–3     | China                            | Lee Valley Hockey Stadium, Londen Scheidsrechters: Ahmed El-Sayed (EGY) Ayanna McClean (TTO) |
| Owsley 2' Martin 5', 40' Robertson 20' | verslag | Gu B. 10' Zhang Xin. 50' Zou 51' | Lee Valley Hockey Stadium, Londen Scheidsrechters: Ahmed El-Sayed (EGY) Ayanna McClean (TTO) |

| 3 juni 2023 15.10 |         |                                      |                                                                                             |
| China             | 1–3     | België                               | Lee Valley Hockey Stadium, Londen Scheidsrechters: Ayanna McClean (TTO) Sean Rapaport (RSA) |
| Liu C. 52'        | verslag | Rasir 12' White 26' Vanden Borre 54' | Lee Valley Hockey Stadium, Londen Scheidsrechters: Ayanna McClean (TTO) Sean Rapaport (RSA) |

| 4 juni 2023 15.10 |         |                                 |                                                                                            |
| Groot-Brittannië  | 0–3     | België                          | Lee Valley Hockey Stadium, Londen Scheidsrechters: Ayanna McClean (TTO) Wanri Venter (RSA) |
|                   | verslag | Gerniers 48' Englebert 52', 54' | Lee Valley Hockey Stadium, Londen Scheidsrechters: Ayanna McClean (TTO) Wanri Venter (RSA) |

| 7 juni 2023 16.10                    |         |       |                                                                                     |
| Nederland                            | 4–0     | China | HC Oranje-Rood, Eindhoven Scheidsrechters: Hannah Harrison (ENG) Sarah Wilson (SCO) |
| Albers 3' Fokke 4' Veen 43' Burg 45' | verslag |       | HC Oranje-Rood, Eindhoven Scheidsrechters: Hannah Harrison (ENG) Sarah Wilson (SCO) |

| 8 juni 2023 20.40                                  |         |                |                                                                                               |
| Nederland                                          | 7–2     | Australië      | HC Oranje-Rood, Eindhoven Scheidsrechters: Laurine Delforge (BEL) Céline Martin-Schmets (BEL) |
| Jansen 12', 22', 58' Matla 16', 49' Dicke 29', 48' | verslag | Malone 4', 40' | HC Oranje-Rood, Eindhoven Scheidsrechters: Laurine Delforge (BEL) Céline Martin-Schmets (BEL) |

| 9 juni 2023 18.10    |         |              |                                                                                              |
| Argentinië           | 2–1     | China        | HC Oranje-Rood, Eindhoven Scheidsrechters: Hannah Harrison (ENG) Céline Martin-Schmets (BEL) |
| Thome 37' Raposo 60' | verslag | Zhang X. 52' | HC Oranje-Rood, Eindhoven Scheidsrechters: Hannah Harrison (ENG) Céline Martin-Schmets (BEL) |

| 10 juni 2023 17.40                  |         |                |                                                                                      |
| Nederland                           | 4–2     | China          | HC Oranje-Rood, Eindhoven Scheidsrechters: Laurine Delforge (BEL) Sarah Wilson (SCO) |
| Dicke 19' Jansen 25', 53' Matla 42' | verslag | He 19' Zao 34' | HC Oranje-Rood, Eindhoven Scheidsrechters: Laurine Delforge (BEL) Sarah Wilson (SCO) |

| 11 juni 2023 17.40                 |         |                                 |                                                                                          |
| Nederland                          | 3–3     | Australië                       | HC Oranje-Rood, Eindhoven Scheidsrechters: Ben Göntgen (GER) Céline Martin-Schmets (BEL) |
| Verschoor 6' Jansen 20' Albers 29' | verslag | Peris 15' Malone 22' Brooks 28' | HC Oranje-Rood, Eindhoven Scheidsrechters: Ben Göntgen (GER) Céline Martin-Schmets (BEL) |
| Shoot-out                          |         |                                 | HC Oranje-Rood, Eindhoven Scheidsrechters: Ben Göntgen (GER) Céline Martin-Schmets (BEL) |
| De Waard Veen Moes Verschoor Matla | 1–2     | Schonell Malone Kershaw Nobbs   | HC Oranje-Rood, Eindhoven Scheidsrechters: Ben Göntgen (GER) Céline Martin-Schmets (BEL) |

| 12 juni 2023 18.10 |         |                               |                                                                                     |
| China              | 1–2     | Argentinië                    | HC Oranje-Rood, Eindhoven Scheidsrechters: Hannah Harrison (ENG) Sarah Wilson (SCO) |
| Zhang Y. 26'       | verslag | Piccardo 21' Costa Biondi 58' | HC Oranje-Rood, Eindhoven Scheidsrechters: Hannah Harrison (ENG) Sarah Wilson (SCO) |

| 16 juni 2023 12.40 |         |                      |                                                                                                   |
| Groot-Brittannië   | 0–2     | Duitsland            | Lee Valley Hockey Stadium, Londen Scheidsrechters: Alison Keogh (IRL) Céline Martin-Schmets (BEL) |
|                    | verslag | Wenzel 51' Heinz 56' | Lee Valley Hockey Stadium, Londen Scheidsrechters: Alison Keogh (IRL) Céline Martin-Schmets (BEL) |

| 16 juni 2023 20.10 |         |                        |                                                                                       |
| België             | 0–2     | Australië              | Wilrijkse Plein, Antwerpen Scheidsrechters: Annelize Rostron (RSA) Liu Xiaoying (CHN) |
|                    | verslag | Schonell 8' Malone 35' | Wilrijkse Plein, Antwerpen Scheidsrechters: Annelize Rostron (RSA) Liu Xiaoying (CHN) |

| 17 juni 2023 12.40                                          |         |                  |                                                                                                  |
| Nederland                                                   | 6–0     | Verenigde Staten | Lee Valley Hockey Stadium, Londen Scheidsrechters: Céline Martin-Schmets (BEL) Tyler Klenk (CAN) |
| Dicke 7', 50' Burg 20' Van Laarhoven 49' Veen 54' Fokke 58' | verslag |                  | Lee Valley Hockey Stadium, Londen Scheidsrechters: Céline Martin-Schmets (BEL) Tyler Klenk (CAN) |

| 17 juni 2023 14.10 |         |                       |                                                                                       |
| Argentinië         | 1–2     | Nieuw-Zeeland         | Wilrijkse Plein, Antwerpen Scheidsrechters: Liu Xiaoying (CHN) Michelle Meister (GER) |
| Costa Biondi 20'   | verslag | Shannon 11' Ralph 44' | Wilrijkse Plein, Antwerpen Scheidsrechters: Liu Xiaoying (CHN) Michelle Meister (GER) |

| 18 juni 2023 12.40                          |         |                     |                                                                                                  |
| Groot-Brittannië                            | 4–2     | Verenigde Staten    | Lee Valley Hockey Stadium, Londen Scheidsrechters: Alison Keogh (IRL) Germán Montes de Oca (ARG) |
| Crackles 4' S. Hamilton 10' Watson 23', 29' | verslag | Tamer 25' Sessa 27' | Lee Valley Hockey Stadium, Londen Scheidsrechters: Alison Keogh (IRL) Germán Montes de Oca (ARG) |

| 18 juni 2023 14.10                                                        |         |               |                                                                                         |
| België                                                                    | 7–0     | Nieuw-Zeeland | Wilrijkse Plein, Antwerpen Scheidsrechters: Coen van Bunge (NED) Annelize Rostron (RSA) |
| Mariën 6', 47' Vanden Borre PC' Englebert 42' White 54', 58' Versavel 56' | verslag |               | Wilrijkse Plein, Antwerpen Scheidsrechters: Coen van Bunge (NED) Annelize Rostron (RSA) |

| 19 juni 2023 20.10                              |         |                                         | |
| België                                          | 1–1     | Australië                               | Wilrijkse Plein, Antwerpen Scheidsrechters: Germán Montes de Oca (ARG) Céline Martin-Schmets (BEL) |
| Vanden Borre 27'                                | verslag | Kershaw 10'                             | Wilrijkse Plein, Antwerpen Scheidsrechters: Germán Montes de Oca (ARG) Céline Martin-Schmets (BEL) |
| Shoot-out                                       |         |                                         | Wilrijkse Plein, Antwerpen Scheidsrechters: Germán Montes de Oca (ARG) Céline Martin-Schmets (BEL) |
| Englebert Versavel Rasir Breyne Blockmans Rasir | 2–3     | Kershaw Malone Lawton Nobbs Peris Nobbs | Wilrijkse Plein, Antwerpen Scheidsrechters: Germán Montes de Oca (ARG) Céline Martin-Schmets (BEL) |

| 19 juni 2023 20.40 |         |                                              |                                                                                                  |
| Groot-Brittannië   | 1–4     | Duitsland                                    | Lee Valley Hockey Stadium, Londen Scheidsrechters: Annelize Rostron (RSA) Michelle Meister (GER) |
| Rayer 23'          | verslag | Granitzki 1' Fleschütz 6' Huse 33' Heinz 58' | Lee Valley Hockey Stadium, Londen Scheidsrechters: Annelize Rostron (RSA) Michelle Meister (GER) |

| 20 juni 2023 14.40   |         |                                 |                                                                                                   |
| Verenigde Staten     | 2–3     | Nederland                       | Lee Valley Hockey Stadium, Londen Scheidsrechters: Alison Keogh (IRL) Céline Martin-Schmets (BEL) |
| Tamer 2' Rodgers 36' | verslag | Burg 39', 42' Van Laarhoven 56' | Lee Valley Hockey Stadium, Londen Scheidsrechters: Alison Keogh (IRL) Céline Martin-Schmets (BEL) |

| 20 juni 2023 18.10 |         |                                                    |                                                                                       |
| Nieuw-Zeeland      | 0–4     | Argentinië                                         | Wilrijkse Plein, Antwerpen Scheidsrechters: Liu Xiaoying (CHN) Annelize Rostron (RSA) |
|                    | verslag | Alonso 15' Albertarrio 42' Toccalino 50' Costa 56' | Wilrijkse Plein, Antwerpen Scheidsrechters: Liu Xiaoying (CHN) Annelize Rostron (RSA) |

| 21 juni 2023 17.40        |         |               |                                                                                       |
| België                    | 2–1     | Nieuw-Zeeland | Wilrijkse Plein, Antwerpen Scheidsrechters: Michelle Meister (GER) Liu Xiaoying (CHN) |
| Vanden Borre 1' White 16' | verslag | White 57'     | Wilrijkse Plein, Antwerpen Scheidsrechters: Michelle Meister (GER) Liu Xiaoying (CHN) |

| 21 juni 2023 20.10      |         |                  |                                                                                                  |
| Groot-Brittannië        | 2–1     | Verenigde Staten | Lee Valley Hockey Stadium, Londen Scheidsrechters: Tyler Klenk (CAN) Céline Martin-Schmets (BEL) |
| Hamilton 22' Owsley 58' | verslag | Caarls 45'       | Lee Valley Hockey Stadium, Londen Scheidsrechters: Tyler Klenk (CAN) Céline Martin-Schmets (BEL) |

| 23 juni 2023 19.40                     |         |           |                                                                                       |
| Nederland                              | 5–0     | Duitsland | Wagenerstadion, Amstelveen Scheidsrechters: Annelize Rostron (RSA) Liu Xiaoying (CHN) |
| Matla 9' Jansen 18', 23' Burg 55', 55' | verslag |           | Wagenerstadion, Amstelveen Scheidsrechters: Annelize Rostron (RSA) Liu Xiaoying (CHN) |

| 24 juni 2023 15.10                        |         |               |                                                                                      |
| Nederland                                 | 4–1     | Nieuw-Zeeland | Wagenerstadion, Amstelveen Scheidsrechters: Liu Xiaoying (CHN) Irene Presenqui (ARG) |
| Matla 2' Dicke 17' Barentsen 20' Veen 41' | verslag | Cotter 56'    | Wagenerstadion, Amstelveen Scheidsrechters: Liu Xiaoying (CHN) Irene Presenqui (ARG) |

| 25 juni 2023 17.40                      |         |               |                                                                                         |
| Duitsland                               | 3–1     | Nieuw-Zeeland | Wagenerstadion, Amstelveen Scheidsrechters: Gabriel Labate (ARG) Annelize Rostron (RSA) |
| Granitzki 2' Zimmermann 41' Micheel 50' | verslag | Cotter 34'    | Wagenerstadion, Amstelveen Scheidsrechters: Gabriel Labate (ARG) Annelize Rostron (RSA) |

| 26 juni 2023 19.40    |         |           |                                                                                          |
| Nederland             | 2–1     | Duitsland | Wagenerstadion, Amstelveen Scheidsrechters: Irene Presenqui (ARG) Annelize Rostron (RSA) |
| Sanders 45' Dicke 55' | verslag | Huse 58'  | Wagenerstadion, Amstelveen Scheidsrechters: Irene Presenqui (ARG) Annelize Rostron (RSA) |

| 27 juni 2023 17.10                                                 |         |               |                                                                                       |
| Nederland                                                          | 7–1     | Nieuw-Zeeland | Wagenerstadion, Amstelveen Scheidsrechters: Liu Xiaoying (CHN) Jonas van 't Hek (NED) |
| Yibbi Jansen 3' De Waard 5' Burg 8' Zandee 37', 51' Matla 40', 59' | verslag | Merry 31'     | Wagenerstadion, Amstelveen Scheidsrechters: Liu Xiaoying (CHN) Jonas van 't Hek (NED) |

| 28 juni 2023 17.10     |         |                                  |                                                                                      |
| Nieuw-Zeeland          | 0–0     | Duitsland                        | Wagenerstadion, Amstelveen Scheidsrechters: Liu Xiaoying (CHN) Irene Presenqui (ARG) |
|                        | verslag |                                  | Wagenerstadion, Amstelveen Scheidsrechters: Liu Xiaoying (CHN) Irene Presenqui (ARG) |
| Shoot-out              |         |                                  | Wagenerstadion, Amstelveen Scheidsrechters: Liu Xiaoying (CHN) Irene Presenqui (ARG) |
| Merry Ralph Hull Tynan | 3–1     | Heinz Micheel Strauss Zimmermann | Wagenerstadion, Amstelveen Scheidsrechters: Liu Xiaoying (CHN) Irene Presenqui (ARG) |

| 30 juni 2023 18.10                                        |         |                  |                                                                                      |
| Duitsland                                                 | 6–0     | Verenigde Staten | Wilrijkse Plein, Antwerpen Scheidsrechters: Sarah Wilson (SCO) Irene Presenqui (ARG) |
| Nolte 1' Wiedermann 9', 59' Oruz 26' Stapenhorst 28', 42' | verslag |                  | Wilrijkse Plein, Antwerpen Scheidsrechters: Sarah Wilson (SCO) Irene Presenqui (ARG) |

| 1 juli 2023 14.10 |         |                        |                                                                                      |
| België            | 0–2     | Nederland              | Wilrijkse Plein, Antwerpen Scheidsrechters: Irene Presenqui (ARG) Alison Keogh (IRL) |
|                   | verslag | De Waard 53' Matla 60' | Wilrijkse Plein, Antwerpen Scheidsrechters: Irene Presenqui (ARG) Alison Keogh (IRL) |

| 2 juli 2023 16.40                             |         |                  |                                                                                   |
| België                                        | 4–0     | Verenigde Staten | Wilrijkse Plein, Antwerpen Scheidsrechters: Sarah Wilson (SCO) Alison Keogh (IRL) |
| Vanden Borre 5', 51' Mariën 24' Englebert 55' | verslag |                  | Wilrijkse Plein, Antwerpen Scheidsrechters: Sarah Wilson (SCO) Alison Keogh (IRL) |

| 3 juli 2023 18.10    |         |                                                               |                                                                                       |
| Verenigde Staten     | 2–5     | Duitsland                                                     | Wilrijkse Plein, Antwerpen Scheidsrechters: Irene Presenqui (ARG) Michiel Otten (NED) |
| Golini 48' Grega 57' | verslag | Heinz 5' Stapenhorst 6' Micheel 42' Fleschütz 47' Strauss 60' | Wilrijkse Plein, Antwerpen Scheidsrechters: Irene Presenqui (ARG) Michiel Otten (NED) |

| 4 juli 2023 18.10 |         |                 |                                                                                    |
| België            | 1–2     | Nederland       | Wilrijkse Plein, Antwerpen Scheidsrechters: Alison Keogh (IRL) Michiel Otten (NED) |
| Mariën 41'        | verslag | Jansen 45', 52' | Wilrijkse Plein, Antwerpen Scheidsrechters: Alison Keogh (IRL) Michiel Otten (NED) |

| 5 juli 2023 20.40 |         |                  |                                                                                      |
| België            | 1–0     | Verenigde Staten | Wilrijkse Plein, Antwerpen Scheidsrechters: Irene Presenqui (ARG) Sarah Wilson (SCO) |
| Bonami 22'        | verslag |                  | Wilrijkse Plein, Antwerpen Scheidsrechters: Irene Presenqui (ARG) Sarah Wilson (SCO) |